# ASIES
La Asociación de investigación y estudios sociales (ASIES), es un tanque de pensamiento, no lucrativo, de carácter privado. Surgió en 1979 y fue fundado en 1982; adquirió su personalidad jurídica en 1988 cuyo objetivo ha sido constituirse en foro nacional de reflexión, discusión y propuesta de temas sociopolíticos, económicos, ambientales y culturales con actividades públicas de incidencia ciudadana a nivel local y regional.

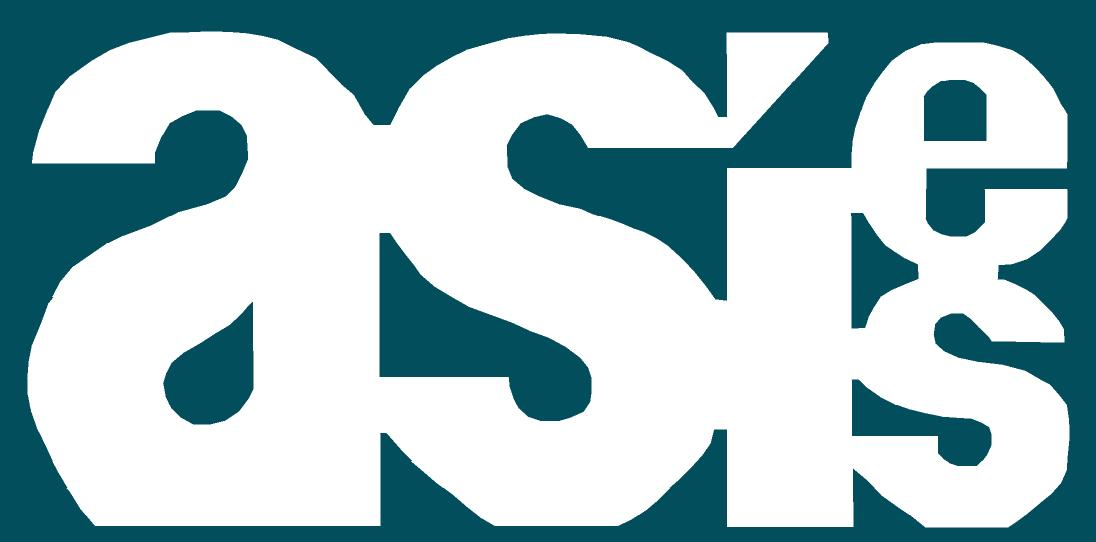

Es una entidad pluralista, respetuosa de las distintas concepciones y actividades políticas, sociales, económicas y profesionales de sus asociados. Los miembros de la Asociación, poseen diversos criterios y posiciones ideológicas y les une el propósito de establecer un ordenamiento democrático basado en la justicia, la libertad, la paz y la solidaridad.
ASIES inició sus actividades de análisis en épocas difíciles para los estudios y propuestas por la inexistencia de la democracia, hoy después de más de treinta y cinco años es reconocida su participación en propuestas de solución a la problemática nacional y regional. Sus estudios e investigaciones son respetados por su rigurosidad y apego a la realidad. Es promotora de encuentros multidisciplinarios que facilitan el abordaje de temas coyunturales, su asesoría es requerida para cooperar con entidades públicas y privadas.
Dentro de sus contribuciones permanentes al proceso democrático en Guatemala encontramos, la experiencia de sus Asociados e Investigadores en distintos niveles de la función pública, entre los cuales se puede mencionar: Vicepresidente de la República, Embajadores de Guatemala en distintos países, Ministros, ViceMinistros, Diputados al Congreso de la República y Encargados de Secretarías, entre otras posiciones.
Cada cuatro años presenta a la sociedad en general una Propuesta de Agenda que busca contribuir a la reflexión, discusión y construcción de una Agenda Nacional compartida de corto, mediano y largo plazo que respeta la diversidad étnica y cultural de la sociedad guatemalteca, y que contribuye al fortalecimiento del estado de derecho democrático, a la viabilidad de la Agenda de la Paz y apoya la visión de un país fortalecido en sus relaciones internacionales.
La Agenda se fundamenta en cinco áreas estratégicas: 
1. La institucionalidad del Estado,
2. Organizaciones políticas y de la sociedad civil,
3. Desarrollo económico y social,
4. Educación como condición fundamental para el desarrollo y
5. Política exterior y relaciones internacionales.

Mantiene una vasta producción bibliográfica que se traduce en publicaciones bimensuales denominadas Boletines Momento, Revistas trimestrales especializadas, publicaciones extraordinarias de proyectos específicos y Memorias anuales de Seminarios Permanentes sobre “Estado y Sociedad”, “Rol de los Partidos Políticos” y “Realidad Nacional”, además de las presentaciones públicas de investigaciones sobre el desempeño de la economía nacional, el Sistema de Justicia y el Proceso laboral.
Lidera un esfuerzo de participación ciudadana que propugna por mejoras en el sistema educativo guatemalteco que aglutina a más de setenta organizaciones en el movimiento “Gran Campaña Nacional por la Educación” que realiza propuestas periódicas al Ministerio de Educación y realiza una Auditoría social a los servicios que presta este ente estatal.
Sus áreas de atención son:
| Análisis Jurídico | Educación                            |
| Sociopolítica     | Laboral                              |
| Socio Económica   | Centro de Estudios y Opinión Pública |

Pertenece a redes y alianzas con instituciones y sectores relevantes de la vida nacional. En la mayoría de ellas participa liderando las secretarías técnicas y Consejos políticos. Estas interacciones favorecen la comprensión de la problemática nacional, la generación de propuestas concertadas y de apoyos necesarios para la construcción de políticas públicas y la aprobación de leyes.
Con el auspicio de la Fundación Konrad Adenauer fundó La RED, conformada por un grupo de instituciones de investigación, análisis, prospectiva e incidencia que, frente a los desafíos de la región centroamericana, se favorezca el bienestar de la población del istmo, fortaleciendo los procesos de integración y el desarrollo regional.
ASIES fue seleccionada para participar en la Iniciativa Tanques de Pensamiento (TTI) programa auspiciado por el International Development Research Centre (IDRC) y por múltiples donantes, cuyo objetivo es apoyar a centros de pensamiento alrededor del mundo en la mejora de la calidad de su investigación, sus actividades de comunicación e incidencia y sus estructuras organizativas que aporten soluciones idóneas para el desarrollo de las poblaciones más necesitadas de Guatemala.

Publicaciones emblemáticas (mínima selección de títulos)
| Nombre y Año | Breve Resumen |
| --- | --- |
| Monografía del Congreso de la República 2008-2012                                                                    | Aporta elementos teóricos y prácticos para un mejor conocimiento y comprensión de la esencia, atribuciones y roles del Congreso de la República de Guatemala. |
| Auditoría Social al proceso educativo de la Gran Campaña Nacional por la Educación desde 2001 a la fecha             | Proceso de monitoreo, seguimiento, verificación y evaluación cuantitativa y cualitativa, dedicado a la gestión del Estado y de entidades no estatales que administran recursos propios e internacionales destinado a la educación. |
| Fortalecimiento del sistema de justicia: Avances y debilidades desde julio de 2000 a la fecha                        | Conforme al Acuerdo sobre fortalecimiento del poder civil y función del ejército en una sociedad democrática del 19 de septiembre de 1996, se establecen los principios esenciales que deben regir al Sistema de Justicia y estos estudios establecen el estado de ella y las acciones que deben implementarse para hacerla operante.                                                      |
| Cultura Política de la Democracia en Guatemala desde 1995 a la fecha                                                 | Estudio y descripción del estado de los valores y actitudes democráticos en Guatemala, tanto de los que se basan en un orden político estable como los valores y actitudes necesarios para asegurar el orden político existente. Busca determinar el nivel de legitimación de la práctica democrática en el país.                                                                          |
| Agenda Nacional de País desde 1990 a la fecha                                                                        | Busca contribuir a la reflexión, discusión y construcción de una agenda nacional compartida que tome en cuenta la diversidad étnica y cultural de la sociedad guatemalteca y propone cinco áreas estratégicas. Se presenta cada cuatro años. |
| Monografía de los Partidos Políticos desde 1984 a la fecha                                                           | Describe la conformación de los partidos políticos legalmente vigentes y provee información y datos sobre el desenvolvimiento del proceso político partidario. Se presenta cada cuatro años. |
| Desafíos y oportunidades para la construcción de un Estado plural 2010                                               | Se refiere a la situación histórica de desventaja en la que se encuentra la población indígena para hacer valer sus derechos como ciudadanos y como pueblo. ASIES lo visibiliza y reconoce necesidad de estudiar el tema a profundidad y de manera sostenida. |
| Valoraciones sobre pluralismo jurídico y el sistema jurídico propio de los pueblos indígenas 2010                    | Diagnóstico sobre el conocimiento y valoración de los profesionales del derecho sobre el sistema jurídico de los pueblos indígenas y el pluralismo jurídico en Guatemala. |
| Acceso de los pueblos indígenas a la justicia desde el enfoque de derechos humanos 2008                              | Propicia la reflexión sobre los hechos registrados en la investigación y que redunden en decisiones que permitan y garanticen el acceso a la justicia de este sector de la población y que ambos sistemas imperantes favorezcan el empoderamiento y cumplimiento de derechos de los demandantes de justicia.                                                                               |
| Modelo de educación no formal en derechos humanos para pueblos indígenas y afrodescendientes 2008                    | Propuesta de intervención en educación no formal en derechos humanos para líderes a ser desarrollado en países con sociedades pluriétnicas, multilingües y pluriculturales |
| Construyendo la democracia en sociedades posconflicto: Un enfoque comparado entre Guatemala y El Salvador 2007       | Contribución de los procesos de paz a la democratización de Guatemala y El Salvador. Análisis comparado de los procesos de negociación y construcción de paz enfocado al impacto que tuvo en la democratización de ambos países. |
| Política de Conservación, protección y mejoramiento del ambiente y los recursos naturales 2007                       | Tiene como finalidad mejorar la competitividad y orientar el desarrollo sostenible del país. Es política nacional acorde a los lineamientos generales y objetivos de la Cumbre de la Tierra 1992, de los postulados y principios de ALIDES, CCAD, Política Nacional de Descentralización, Política de Educación ambiental y la versión preliminar de la Política para el Desarrollo Rural. |
| El Tratado de Libre Comercio TLC entre Estados Unidos, Centroamérica y República Dominicana 2006                     | Trece resúmenes ejecutivos de análisis y discusión de los temas más relevantes del TLC. |
| Gobernabilidad democrática, concertación y Acuerdos de Paz 2003                                                      | Se considera vital generar un clima que favorezca en el marco del régimen presidencial guatemalteco, procesos de concertación que contribuyan a la gobernabilidad democrática, particularmente entre el liderazgo de los sectores estratégicos del país. |
| Responsabilidad de los partidos políticos y del liderazgo emergente en la consolidación del sistema democrático 2001 | Reflexión y análisis del significado e implicaciones que para la consolidación de la democracia en Guatemala ofrece el surgimiento de un nuevo liderazgo en el país y su involucramiento activo en proyectos políticos partidarios. |
| Desafíos de la integración regional, 2000                                                                            | Desafíos de la integración regional que trascienden lo puramente económico para enfrentar y participar regionalmente en la globalidad y la necesidad de articular políticas públicas coherentes y sostenibles sobre el fenómeno integracionista |
| Compendio de Historia de Guatemala 1944-2000                                                                         | Documento que registra el desarrollo de la sociedad guatemalteca en lo político, social, económico y cultural del período señalado como una contribución al debate sobre la realidad guatemalteca para acercarla a los jóvenes que se están educando. |
| Partidos Políticos, programas de gobierno y acuerdos de Paz 1995                                                     | Memoria que registra el foro de reflexión de actores institucionales sobre el alcance de los compromisos adquiridos durante los cuatro años de negociaciones y que hacen necesaria la incorporación de estos elementos en los programas de gobierno de los partidos políticos. |
| Más de cien años de Movimiento obrero en Guatemala, 1871-1990 (Publicados 1991-1992)                                 | Génesis y desarrollo del sindicalismo guatemalteco. 4 Volúmenes |